# Resolución 1781 del Consejo de Seguridad de las Naciones Unidas
La resolución 1781 del Consejo de Seguridad de las Naciones Unidas fue adoptada el 15 de octubre de 2007. La resolución extendía el mandato hasta el 15 de octubre de 2007 de la Misión de Observación de las Naciones Unidas en Georgia (UNOMIG), la cual expiraba el día en el que la votación tuvo lugar. Además, "insta encarecidamente a todas las partes a que tengan en cuenta y respeten seriamente los legítimos intereses de las demás en materia de seguridad, se abstengan de cometer ningún acto de violencia o provocación, incluidas las acciones políticas o las manifestaciones retóricas, y cumplan plenamente los acuerdos previos relativos a la cesación del fuego y la no utilización de la violencia" 